# 칼레비 해맬래이넨
칼레비 해맬래이넨(핀란드어: Kalevi Hämäläinen, 1932년 12월 13일 ~ 2005년 1월 10일)은 핀란드의 크로스컨트리 선수였다. 그는 1960년 스쿼밸리 동계 올림픽 50km 경기에서 우승했다. 그는 유바에서 태어났다.
해맬래이넨은 FIS 노르딕 세계 스키 선수권 대회에서 3개의 메달을 획득했다.